# Madīnat as-Sādāt
Madīnat as-Sādāt es un distrito de la gobernación de Menufia, Egipto. En julio de 2017 tenía una población estimada de 178 849 habitantes.
Se encuentra ubicado en la zona sur del delta del Nilo, a poca distancia al norte de El Cairo.